# Nyreligiös rörelse
Nyreligiös rörelse eller ny religiös rörelse (på engelska New Religious Movement (NRM)) är en benämning som används på religiösa rörelser som uppkommit i modern tid. Rörelserna karaktäriseras av ett starkt personligt engagemang. De har ofta ett komplicerat förhållande till det omgivande samhället och traditionell religion.
När uttrycket används på rörelser med fast organiserade är det ett mindre diskriminerande uttryck för benämningen sekt, som i svenskan har en negativ klang. I vissa nyreligiösa rörelser står en individuell praktik mer i centrum än en organisation och individerna knyts då  ofta samman i nätverk. Rörelserna kan innehålla både religiösa och icke-religiös inslag. Fenomenet med nya religiösa rörelser har funnits i flera år, men sedan slutet av 1900-talet, med ökad tillgång till information, har antalet ökat.  I uppslagsverket Nya Religioner (2005) redovisas över 200 nya religiösa rörelser. En annan uppgift är det skulle finnas cirka 400 rörelser av detta slag i Sverige.

## Rörelsernas bakgrund
Rörelserna har ofta sin bakgrund i traditionella religioner som Kristendomen, Judendomen, Islam, Zoroastrismen, Indiska religioner och Östasiatiska religioner. Dessa religioners lära är då ofta kompletterad med annan information. I Sverige har några nya religiösa rörelser sin bakgrund i den nordiska asatron eller i häxtro eller tro på andliga väsen av olika slag. Andra rörelser har sin bakgrund i moderna företeelser som ufo, vissa former av psykoterapi eller modern danskultur. Åter andra har sin grund i kropps- och genus- eller  kändiskultur. En del har sin bakgrund i Västerländsk esoterism. New Age och gnostiska uppfattningar.

## Rekrytering
I västerländska sekulära samhällen (samhällen där samhället inte gynnar någon särskild religion) som det svenska samhället har religion kommit att bli en konsumtionsvara, som marknadsförs med både falsk och mera ärlig information. Man har talat om att i sekulära samhällen finns tendenser till "återförtrollning" av verkligheten. Individen nöjer sig inte med den empiriska verkligheten utan vill ha något mer och varje individ väljer då från det som marknaden erbjuder. En upplevelse av att traditionella religioner inte längre känns relevanta kan skapa en grogrund nya religiösa rörelser.
En del rörelsers attraktionskraft kan ofta förklaras av att de leds av starka karismatiska ledare som kan leverera  enkla svar på svåra och komplicerade frågor som ondskans förekomst, vad som skall hända i framtiden, hur blir jag en lycklig människa och så vidare. När det gäller de organiserade formerna så kan en del av attraktionskraften förklaras av den ibland varma gemenskapen som kan finnas i denna typ av organisationer. Gemenskapen i organisationen kan bli en ersättning för svårigheter i andra sammanhang med människor med olika åsikter (pluralismen i samhället).

## Olika typer
Det finns många olika slag av nya religiösa rörelser, en del utför rena olagligheter, som Aum Shinrikyo, som med en sarin-attack skadade och dödade många människor i Japan. En del rörelser söker publicitet på olika spektakulära sätt, t ex så har kopplingen till skräck- och våld gjort att satanisterna uppmärksammats, andra tar helt avstånd från samhället och sluter sig inom sig själva som Plymouthbröderna. En del rörelser använder benämningen på rörelsen med en positiv laddning i svenska språket som t ex Scientologikyrkan och Familjefederationen för Världsfred och Enighet,  andra försöker med sitt namn skapa mystik kring rörelsen som Wicca och raëlrörelsen. Vissa nya religiösa rörelser saknar fast organisation. Rörelsen bygger i stället på individuella praktiker, som till exempel meditation, yoga, Qi Gong, med mera. Andra sätt att gruppera nya religiösa rörelser finns i artikeln sekter.

## På gott och ont
Många menar att flera av de nya religiösa rörelserna har en starkt negativ och destruktiv inverkan på samhället och försvagar känslan av att leva i gemensam kulturell miljö formad av en traditionell religion som stöttats av myndigheter. Det stora antalet rörelser ger individen en chans att i en kris möta andra möjligheter, när de traditionella religiösa traditionerna inte känns relevanta, men samtidigt utlämnar rörelserna ibland individen till ibland manipulativa ledare, som sätter egen makt före medlemmarnas väl.